# SPS Automotive Performance
SPS Automotive Performance est une écurie allemande de sport automobile, fondée en 2003. Cette écurie a participé à différentes compétitions automobiles et est basée à Obersulm en Allemagne.

## Historique
Pour 2018, SPS Automotive Performance a comme plan de participer pour la première fois au championnat ELMS avec une Oreca 07.

## Pilotes
L'écurie SPS Automotive Performance participe en 2022 au Groupe GT3 sur Mercedes-AMG GT3, avec notamment la pilote Reema Juffali.